# El caso Wells
The Flock (en inglés: "El rebaño"; El caso Wells en España) es una película estadounidense dramática y de suspenso de 2007 dirigida por Lau Wai-keung y protagonizada por Richard Gere y Claire Danes.

## Sinopsis
Harriet Wells, una joven de 17 años, desaparece sin dejar rastro. Erroll Babbage es un agente federal que está por retirarse y que se ocupa de delitos relacionados con temas sexuales. Al mismo tiempo que toma este caso, debe preparar a una nueva recluta, Allison Lowry, quien tomará su puesto. 
Con la idea de que el secuestrador es un conocido que ha salido en libertad condicional, se pone a trabajar por encontrar a la chica antes de que sea asesinada. La investigación le lleva incluso a meterse en temas de magia negra con su compañera.

## Reparto
- Richard Gere: Errol
- Claire Danes: Allison
- KaDee Strickland: Viola
- Ray Wise
- Avril Lavigne
- Russell Sams
- Matt Schulze
- Kristina Sisco

- Datos: Q465192